# Vicente Nieto Canedo
Vicente Nieto Canedo (Ponferrada, 10 de junio de 1913-Madrid, 26 de abril de 2013) fue un fotógrafo español amateur cuya obra se centra en la guerra civil española y la España de posguerra.

## Vida y obra
En 1928 se trasladó a Madrid, en donde comenzó a trabajar como aprendiz de tipógrafo. Más tarde se incorporó al periódico El Socialista. Cursa estudios en la Asociación de la Prensa y aprende taquigrafía en la Federación Taquigráfica de Madrid.
En 1933 adquirió su primera cámara, una Kodak Baby Brownie con la que comienza a realizar retratos familiares.
Miembro de la Unión General de Trabajadores (UGT) y afiliado a las Juventudes Socialistas de Madrid, se incorporó voluntariamente a las filas republicanas, fotografiando la retaguardia de la Columna Mangada, en la Sierra de Guadarrama, en la que trabajaba como taquígrafo. 
Fue encarcelado tras la derrota republicana en un campo de concentración de la localidad de Manuel, en la Ribera Alta de Valencia.
En 1955 ingresó en la Real Sociedad Fotográfica, en el seno de la cual comenzó a visitar los pueblos españoles y a sumergirse en el realismo de la época, formando parte del movimiento denominado Escuela de Madrid. Perteneció al grupo “La Colmena”, creado como respuesta al colectivo “La Palangana”.

## Reconocimiento
Vicente Nieto Canedo comenzó a ser reconocido a partir del año 2002, cuando el crítico de arte Francisco Vicent Galdón promovió la primera exposición individual del autor en la Agrupación Fotográfica de Guadalajara, a la que seguirían las de la Real Sociedad Fotográfica de los años 2005 y 2006, y la de la Casa de la Cultura de Ponferrada en 2009.
En el año 2010 fue objeto del documental "La mirada furtiva" (Amando Casado, Jesús Palmero) con motivo de la exposición que el Ministerio de Cultura —al que el fotógrafo donó su archivo de más de 5000 negativos que ahora se custodian en el Centro Documental de la Memoria Histórica de Salamanca— y el Instituto de Estudios Bercianos organizaron para poner en valor su obra.